# هل این ا سل (۲۰۱۹)
هِل این اِ سِل (۲۰۱۹) (به انگلیسی: (2019) Hell in a Cell) یک رویداد غیر رایگان (Pay-Per-View) در کشتی حرفه‌ای می‌باشد که توسط کمپانی دبلیودبلیوئی و برای برندهای راو و اسمَک‌دَون تهیه می‌شود و این دوره اش هم در ۶ اکتبر ۲۰۱۹ در مجموعه ورزشی گلدن ۱ سنتر شهر ساکرامنتو ایالت کالیفرنیا برگزار شد. این یازدهمین دوره از برگزاری این رویداد بود.

## زمینه‌سازی
هِل این اِ سِل شامل مسابقاتی بین دشمنی‌های موجود، ماجراهای پیش آمده و استوری‌هایی خواهد بود که پیش از این در برنامه‌های راو و اسمَک‌دَون پخش شده بود. کشتی‌گیرها با توجه به مسابقات یا سری اتفاقاتی که برایشان رخ می‌دهد و تنش را به حد اکثر می‌رساند، نقش منفی یا قهرمان به خود می‌گیرند.

## بازخورد
این رویداد بازخوردی میانگین و رو به منفی داشت و مخصوصا مسابقه اصلی آن به شدت مورد انتقاد در بین تمام طرفداران و منتقدان این کمپانی قرار گرفت. تماشاگران بخاطر پایان ناامیدکننده مسابقه اصلی شعارهای "مزخرف"، "ما پولمون رو میخوایم"، "مسابقه رو از دوباره شروع کنید"، و حتی "AEW" سر میدادند که رقیب جدی این روزهای دبلیودبلیوئی است.

## نتایج
| #                                                                                                 | نتایج | نوع مسابقه                                                                                               | مدت زمان |
| ------------------------------------------------------------------------------------------------- | --- | --- | -------- |
| ۱پ                                                                                                | ناتالیا پیروز مقابل لیسی اِوِنس با تسلیم                                                                                     | مسابقه تک نفره                                                                                           | 9:25     |
| ۲                                                                                                 | بکی لینچ (c) پیروز مقابل ساشا بنکس با تسلیم                                                                                | مسابقه هل این ا سل برای قهرمانی کمربند زنان راو                                                          | 21:50    |
| ۳                                                                                                 | دنیل براین و رومن رینز پیروز مقابل اریک روئن و لوک هارپر                                                                   | مسابقه تگ تیم                                                                                            | 16:45    |
| ۴                                                                                                 | رندی اورتن پیروز مقابل علی                                                                                                 | مسابقه تک نفره                                                                                           | 12:10    |
| ۵                                                                                                 | د کابوکی واریورز (آسکا و کاییری سین) پیروز مقابل الکسا بلیس و نیکی کراس (c)                                                | مسابقه تگ تیم برای قهرمانی کمربندهای تگ تیم زنان                                                         | 10:25    |
| ۶                                                                                                 | د وایکینگ ریدرز (ایوار و اریک) و براون استرومن پیروز مقابل د او.سی. (ای‌جی استایلز، لوک گالوز و کارل اندرسون) با سلب صلاحیت | مسابقه تگ تیم                                                                                            | 8:15     |
| ۷                                                                                                 | تمینا پیروز مقابل کارملا (c)                                                                                               | مسابقه تک نفره برای قهرمانی کمربند ۲۴/۷ مسابقه در پشت صحنه اتفاق افتاد                                   | 0:05     |
| ۸                                                                                                 | چاد گیبل پیروز مقابل کینگ کوربین                                                                                           | مسابقه تک نفره                                                                                           | 12:40    |
| ۹                                                                                                 | آر-تروث پیروز مقابل تمینا (c)                                                                                              | مسابقه تک نفره برای قهرمانی کمربند ۲۴/۷ مسابقه در نزدیکی صحنه و کنار میز گزارشگران بین‌المللی اتفاق افتاد | 0:05     |
| ۱۰                                                                                                | شارلوت فلر پیروز مقابل بِیلی (c) با تسلیم                                                                                   | مسابقه تک نفره برای قهرمانی کمربند زنان اسمک‌داون                                                         | 10:15    |
| ۱۱                                                                                                | سث رالینز (c) مقابل "د فیند" بری وایت بدون برنده                                                                           | مسابقه هل این ا سل برای قهرمانی کمربند یونیورسال دبلیودبلیوئی                                            | 17:30    |
| - (c) – نشان‌دهنده قهرمان(هایی) است که به میدان می‌روند - پ – نشان‌دهنده این است که مسابقه در پری–شو | | |          |

## موضوعات مرتبط
- دبلیودبلیوئی هل این ا سل
- فهرست قهرمانان کنونی دبلیودبلیوئی